# Philippa Fawcett

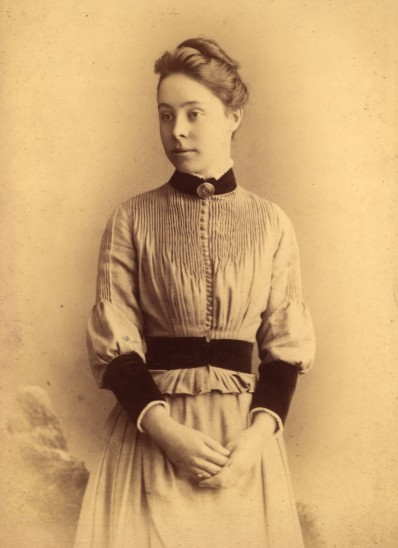
Porträt von Philippa Fawcett, um 1888

Philippa Garrett Fawcett (* 4. April 1868 in Brighton; † 10. Juni 1948 in London) war eine britische Mathematikerin und Schulreformerin.

## Leben
Philippa Fawcett war das einzige Kind der Frauenrechtlerin Millicent Garrett Fawcett DBE (1847–1929) und des Politikers Henry Fawcett (1833–1884). Ihre Tante, Elizabeth Garrett Anderson VA (1836–1917) und ihre Cousine Louisa Anderson CBE (1873–1943), waren bekannte Ärztinnen.
Nach dem Tod ihres Vaters studierte sie Mathematik am Bedford College, dann bis 1887 am University College London und schließlich am Newnham College, einem College der University of Cambridge. Dort war sie Jahrgangsbeste und wurde Lecturer. Im Jahr 1890 war sie die erste Frau, die beim Cambridge Mathematical Tripos die höchste Punktezahl erreichte (über dem männlichen Senior Wrangler). Der Titel senior wrangler wurde damals nur an Männer verliehen, da für Frauen, die seit 1881 an dem Wettbewerb teilnehmen durften, gesonderte Listen geführt wurden.
Von 1902 bis 1905 arbeitete Fawcett in südafrikanischen Schulen, nach ihrer Rückkehr ins Vereinigte Königreich bekam sie eine Anstellung in der Schulverwaltung beim London County Council (LCC). Wie ihre Mutter war Philippa Fawcett eine bekennende Frauenrechtlerin und engagierte sich im erfolgreichen Kampf um das Frauenwahlrecht im Vereinigten Königreich.